# NGC 6832
NGC 6832 is een open sterrenhoop in het sterrenbeeld Zwaan. Het hemelobject werd op 11 augustus 1831 ontdekt door de Britse astronoom John Herschel. De helderste en meest opvallende ster in deze open sterrenhoop is HD 187748. Dit object (NGC 6832) bevindt zich net op Eugène Delporte's grenslijn tussen de sterrenbeelden Zwaan en Draak.